# Matskássy József
Tinkovai Matskássy József (Pest, 1855. május 19. – Budapest, 1933. február 4.) főreáliskolai tanár és címzetes igazgató.

## Életútja
Elvégezvén a gimnáziumot, a budapesti egyetem jogi karán három félévet és a bölcseleti karon szintén hármat a klasszika és modern filológiából hallgatott. 1877. december 21-én tanári oklevelet nyert a francia és német nyelv tanítására. 1876. szeptember 2-án helyettes, 1878. március 4-én pedig rendes tanárrá neveztetett ki a szegedi főreáliskolához. A köztörvényhatósági bizottság tagja, az 1879. évi szegedi árvíz alkalmából a reáliskolai épületbe menekülők felügyelője és figyelmes gondozója volt. A velencei kiállításon a szegedi királyi bizottság műszaki osztályát képviselte; e képviseletért és az árvíz alkalmával tanusított közhasznú működéseért 1882-ben a Ferenc József-rend lovagkeresztjét nyerte. 1891. szeptember 1-jén saját kérelmére a budapesti felsőbb leányiskolához helyztetett át; majd a budapesti VI. kerületi magyar királyi állami főreáliskolában a francia és német nyelv tanára volt. 1901-ben a tanügy terén (főleg a párizsi kiállítás alkalmából) szerzett érdemeiért a király a főreáliskolai igazgató címét adományozta neki.
Cikkei: a szegedi főreáliskolai Értesítőjében (1881. A franczia nyelv és orthographia a XVI. században, ism. Egyet. Philol. Közlöny 1882); a Szegedi Hiradóban (1882. 107–118. sz. A tizennégy védszent cz. beszélye, 129., 130. sz. A világ végéről, Tunsch Pál után, 1885. 47. sz. Egy kereskedelmi középiskola érdekében, 1887. 71. sz. Juliette Lamber, Madame Edmund Adam és könyvismertetések); írt a Közoktatásba és az Egyetemes Philol. Közlönybe (1893. könyvism.).
Szerkesztette 1900-tól a Német Könyvtárt és a Franczia Könyvtárt Budapesten Theisz Gyulával együtt.

## Munkája
- Jelentés a Velenczében tartott III. nemzetközi földrajzi kiállításról. Szeged, 1882.